# Hotel Window
Hotel Window (en français, À la fenêtre de l'hôtel) est une peinture à l'huile sur toile réalisée l'artiste américain Edward Hopper en décembre 1955 à New York et conservée longtemps dans les collections du magazine Forbes avant d'entrer dans une collection privée. 

## Description
Une femme âgée aux cheveux blancs crantés, habillée d'une robe et d'un chapeau de couleur rouge alizarine, portant un manteau clair doublé de satin bleu rejeté en arrière, avec col de fourrure, est assise dans un canapé près d'une fenêtre. Elle regarde, vers la gauche, par une grande baie vitrée, l'extérieur de l'hôtel sombre où seule la colonne extérieure de l'encadrement de l'ouverture reçoit un éclairage latéral blanc. 
Sur le côté droit de la composition, ne sont visibles qu'en parties, un abat-jour orange posé sur une table de bois marron, surmonté d'un tableau, un tapis mauve. Le reste du sol affiche des reflets bleutés.

## Analyse
Thèmes chers à Hopper, celui de l'isolement et de l'aliénation dans la vie urbaine américaine au XXe siècle, il compile ici tous les détails des intérieurs d'hôtels qu'il a fréquentés.
Emblématique de sa production,  la vente de Hotel Window le 29 novembre 2006 chez Sotheby's,  atteint 26 896 000 $, loin des estimations de prévente de 10/15 millions de dollars et établissant un record pour l'artiste aux enchères publiques. 